# Figlie dell'Oratorio
Le Figlie dell'Oratorio sono un istituto religioso femminile di diritto pontificio: le suore di questa congregazione pospongono al loro nome la sigla F.d.O.

## Storia
L'istituto venne fondato nel 1885 a Pizzighettone da Vincenzo Grossi (1845-1917) con l'aiuto di Ledovina Maria Scaglioni (1875-1961): il fondatore diede alle sue religiose il nome di Figlie dell'Oratorio perché quello doveva essere il loro campo d'azione preferenziale e perché l'istituto era posto sotto la protezione di san Filippo Neri.
L'opera del Grossi nel 1889 venne trasferita a Regona e poi a Maleo, in diocesi di Lodi, sotto la protezione del vescovo Giovanni Battista Rota. La congregazione ottenne il pontificio decreto di lode il 20 maggio del 1915; venne approvata definitivamente dalla Santa Sede il 29 aprile 1926.
Il fondatore è stato beatificato da papa Paolo VI nel 1975 e canonizzato da  papa Francesco il 18 ottobre 2015.

## Attività e diffusione
Le Figlie dell'Oratorio si dedicano all'educazione della gioventù mediante scuole, oratori e ritiri.
Le suore sono presenti in Italia, in Argentina e in Ecuador. La sede generalizia è a Lodi.
Al 31 dicembre 2005 l'istituto contava 236 religiose in 29 case.